# دومينيك سخولتن
دومينيك سخولتن (بالهولندية: Dominique Scholten)‏ (6 أبريل 1988 بنايميخن في هولندا - ) هو لاعب كرة قدم هولندي في مركز الوسط. لعب مع إن إي سي نيميخن وتوب أوس وSV Spakenburg ‏ وAchilles '29 ‏.